# インブリー事件
インブリー事件（インブリーじけん、Imbrie Affair）は、1890年（明治23年）に第一高等中学校の学生が波羅大学（のちの明治学院）のアメリカ人宣教師ウィリアム・インブリーに重傷を負わせた事件である。

## 概要
1890年5月2日、波羅大学の野球チームである白金倶楽部（のちの明学大野球部）と第一高等中学校との野球試合が本郷向ヶ丘の一高グラウンドで行われた。実力は一高野球部が上とされていたが、この日の試合では6回の時点で6-0と白金倶楽部が大量リードする展開となっていた。
インブリーは試合開始時間に遅れて到着し、グラウンドの正門が閉ざされていたため、波羅大学の関係者であることを伝えて中に入れるよう求めたが、英語を理解できない守衛に断られた。そこで、正門から入るのを諦めて垣根を越えてグラウンドに入ると、これを見咎めた一高応援団が憤慨してインブリーを取り囲んだ。
インブリーと押し問答を繰り返すうちに、生徒の一人が凶器のペンナイフでインブリーの顔面を刺し、重傷を負わせた（石を投げて負傷させたともされる）。インブリーは運び出され、試合は中止となった。
この事件は、在日欧米各誌が“Imbrie Affiar”（インブリー事件）として取り上げて、一時外交問題に発展しそうになったが、インブリーの配慮で事件は収まった。
この事件の背後には、鹿鳴館時代に代表される明治政府の極端な欧米化主義に対する反動があると言われている。一高の応援席には当時一高生の正岡子規が観戦しており、日記に事件の様子を書き残している。

## 背景
当時、第一高等中学校（のちの一高、当時の通称は一中）は将来国を牽引する各界のリーダーを育てるエリート機関であり、そうした人間は高貴であらねばならぬという目標を掲げていた。寮は単に住居提供のためでなく、むしろ堕落した俗世と離れて高貴な精神を育むための施設として設置された経緯があった。
そうした一高の垣根は、単なる隣との物理的な境界を示すためのものではなく、精神の高貴なる道場たる一高と俗塵の世を分かつ精神的に重要な垣根であり、新入生は入寮式の際にその意味を説き聞かされる習わしだった。そのため、正門は飛び越えても垣根を飛び越えることは許されず、門限に遅れたときなどにも寮生は垣根を飛び越えることは決してせず、長い遠回りをしてでも正門まで行くほどだった。この日観戦していた柔道部員と寮生らは、敗色濃厚な試合の中、見知らぬ外国人が垣根を飛び越えて近道をしたのを見て憤慨抗議し、騒動となった。